# Metasynaptops lateralis
Metasynaptops lateralis es una especie de coleóptero de la familia Attelabidae.

## Distribución geográfica
Habita en Australia.